# Protorthodes smithii
Protorthodes smithii är en fjärilsart som beskrevs av Dyar 1904. Protorthodes smithii ingår i släktet Protorthodes och familjen nattflyn. Inga underarter finns listade i Catalogue of Life.